# Linaria kavirensis
Linaria kavirensis är en grobladsväxtart som beskrevs av Hamdi och Assadi. Linaria kavirensis ingår i släktet sporrar, och familjen grobladsväxter. Inga underarter finns listade i Catalogue of Life.